# Причина Софія Русланівна
Софія Русланівна Причина (нар. 11 травня 1998, Жовтанці) — українська футбольна арбітриня. Арбітр ФІФА з 2024 року.

## Кар'єра
Народилася на Львівщині. До початку суддівської кар'єри виступала за жіночий футбольний клуб "Львів'яночка". З 2015 року зайнялася футбольним арбітражем, обслуговуючи на перших порах поєдинки вітчизняних юнацьких та молодіжних ліг. У 2021 році розпочала працювати рефері в чемпіонаті України у Другій та Першій лізі. З 2023 року вперше отримала призначення на футбольні матчі Кубку України. 12 листопада 2023 року дебютувала в УПЛ на поєдинку "Зоря" — "ЛНЗ". Після проходження навчальних курсів за міжнародною програмою для молодих рефері "UEFA CORE International" в вересні 2024 року отримала статус арбітра ФІФА.